# Langsøhus
Langsøhus er et kursus- og konferencecenter ejet af 3F, og er beliggende ved Langsø i Silkeborg. Det blev indviet den 24. februar 1969 af SiDs forbundsformand Anker Jørgensen, og er i dag 3Fs ældste kursuscenter.